# 吃饱没？ 2
《吃饱没？2》（英語：Eat Already? 2），新加坡通讯及新闻部及新傳媒私人有限公司共同製作的方言電視劇，由陈子谦執導。
本片為吃饱没？的續集，該劇以福建話為主，希望以輕鬆有趣方式向長輩介紹政府政策，並傳達樂齡生活知識。劇組在第一部播映後進行民意调查，得知觀眾希望劇情更加刺激，並加入當時老年人遭到各種詐騙的案例。導演陈子谦於開鏡前表示會符合觀眾期待，另由於劇中角色增加，整體劇情節奏也會加快。
演員包含陈建彬、陈丽贞、曾诗梅、朱秀凤、洪慧芳、陈澍城、刘玲玲、陈志伟、方伟杰、李宝恩、叶世品等人。其中刘玲玲、陈志伟皆為歌台人物，也是陈子谦的愛用演員，前者扮演有多元方言能力的优步女司機，後者為劇中大反派；陈澍城過去曾在電台演出方言廣播劇、播報方言新聞，數十年後再次以方言演出；方伟杰則由於來自上海，劇組體諒他不用在地方言，所以安排他演啞巴。

## 外部連結
- Youtube上的影片播放清單